# شحرور البقر اللماع
 شُحرُور البَقر اللمَّاع هو طائرٌ ينتمي لرُتبة العصفوريات، أي الجواثم، وفصيلة الصفراويَّات قاطنة العالم الجديد. يُفرخُ في مُعظم أنحاء أمريكا الجنوبيَّة، عدا المناطق كثيفة الغابات، والجبال، والصحاري (على أنَّه أخذ بالانتشار في هذه الموائل الطبيعيَّة بعد التغييرات التي أجراها البشر عليها)، والمناطق الأكثر برودةً في أقصى الجنوب (أرض النار على سبيل المِثال)، وعلى جزيرتيّ ترينيداد وتوپاگو. غزت هذه الطيور مناطق جديدةً لم تعهدها من قبل بصورةٍ طبيعيَّة خلال العقود القليلة الماضية، ومن تلك المناطق: التشيلي، وكثيرًا من جُزر البحر الكاريبي، حتى أنها وصلت الولايات المُتحدة، حيثُ يُحتمل وجود جمهرةٍ مُفرخة في فلوريدا. الجمهرات الشماليَّة وقاطنة أقصى الجنوب مُهاجرة جزئيَّة.
تُشاهدُ هذه الطيور غالبًا في الموائل الطبيعيَّة المكشوفة، من شاكلة الأحراج المكشوفة والأراضي الزراعيَّة. تغريدُ الذكر عِبارة عن مزيجٍ بين الهرهرة والتصفير، وله نداءٌ سقسقيّ حاد، أما الأنثى فتُصدرُ صليلاً أجشّ.
هذه الطيور، كغيرها من أغلب شحارير البقر، من المُتطفلات على الأعشاش، أي أنَّ أنثاها توزِّعُ بيوضها على أعشاش أنواعٍ أخرى من الطيور فترفع عن نفسها عبء تربيتها وإنشائها، ومن أبرز الأنواع التي تتطفّلُ على أعشاشها (في البرازيل) على سبيل المِثال: العصفور الدوري أمغر الطوق (Zonotrichia capensis)، وطاغوت الماء المُقنَّع (Fluvicola nengeta). البيوض من نوعان: إمَّا أن تكون مبيضَّة وغير مُبرقشة، أو زرقاء باهتة أو خضراء ببقع داكنة أو لطخات. تُقدمُ الأنثى على إزالة إحدى بيوض الثَّويّ (أي المُضيف) وتضع بيضةً مكانها، وتختلفُ شحارير البقر هذه عن باقي أقاربها من ناحية أنَّ النقص بالطعام من شأنه أن يؤثّر على فراخها فتنفق جوعًا، في حين أنَّ باقي الشحارير لا يبدو أنَّ فراخها تتأثر بهذا. تدومُ فترة الحضن لما بين 11 و12 يومًا، فهي بهذا أقصر من فترة حضن بيوض أغلب المُضيفات. أدَّت إبادة شحارير البقر اللمَّاعة في الموطن الصغير لشُرشوُر الآجام باهت الرأس (Atlapetes pallidiceps) المُهدد بالانقراض، إلى حصول قفزةٍ نوعيَّة في أعداده.
تقتاتُ هذه الطيور الاجتماعيَّة وافرة الأعداد على الحشرات وبعض البزور، بما فيها الأرزّ، وتمضي وقتها على الأرض عندما تبحث عنها، أو تجثم على ظهور الماشية لتلتقط ما تثيره من حشرات بوطأها الأرض.

## الوصف

### القد

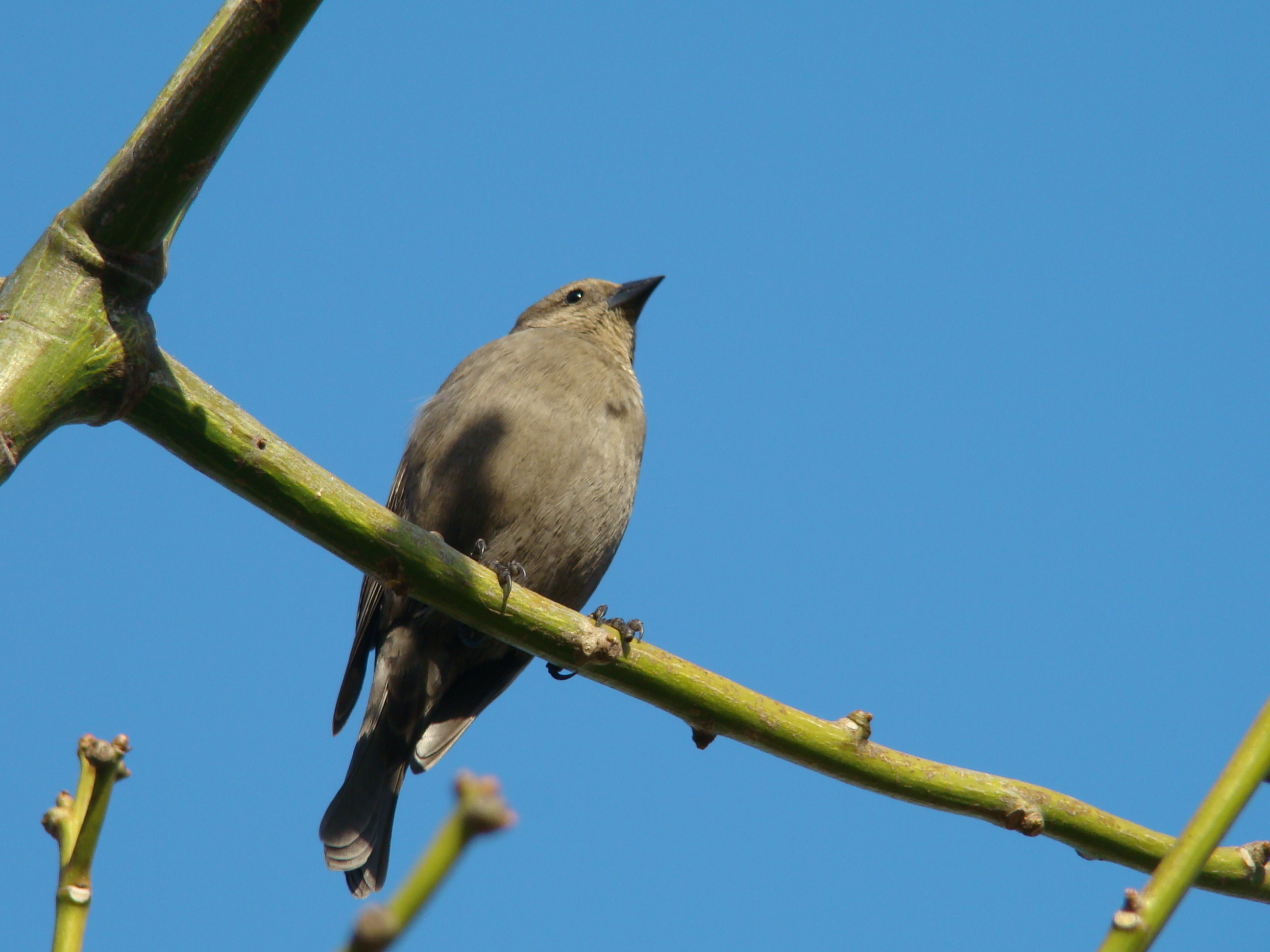
أنثى شُحرُور البقر اللمَّاع.

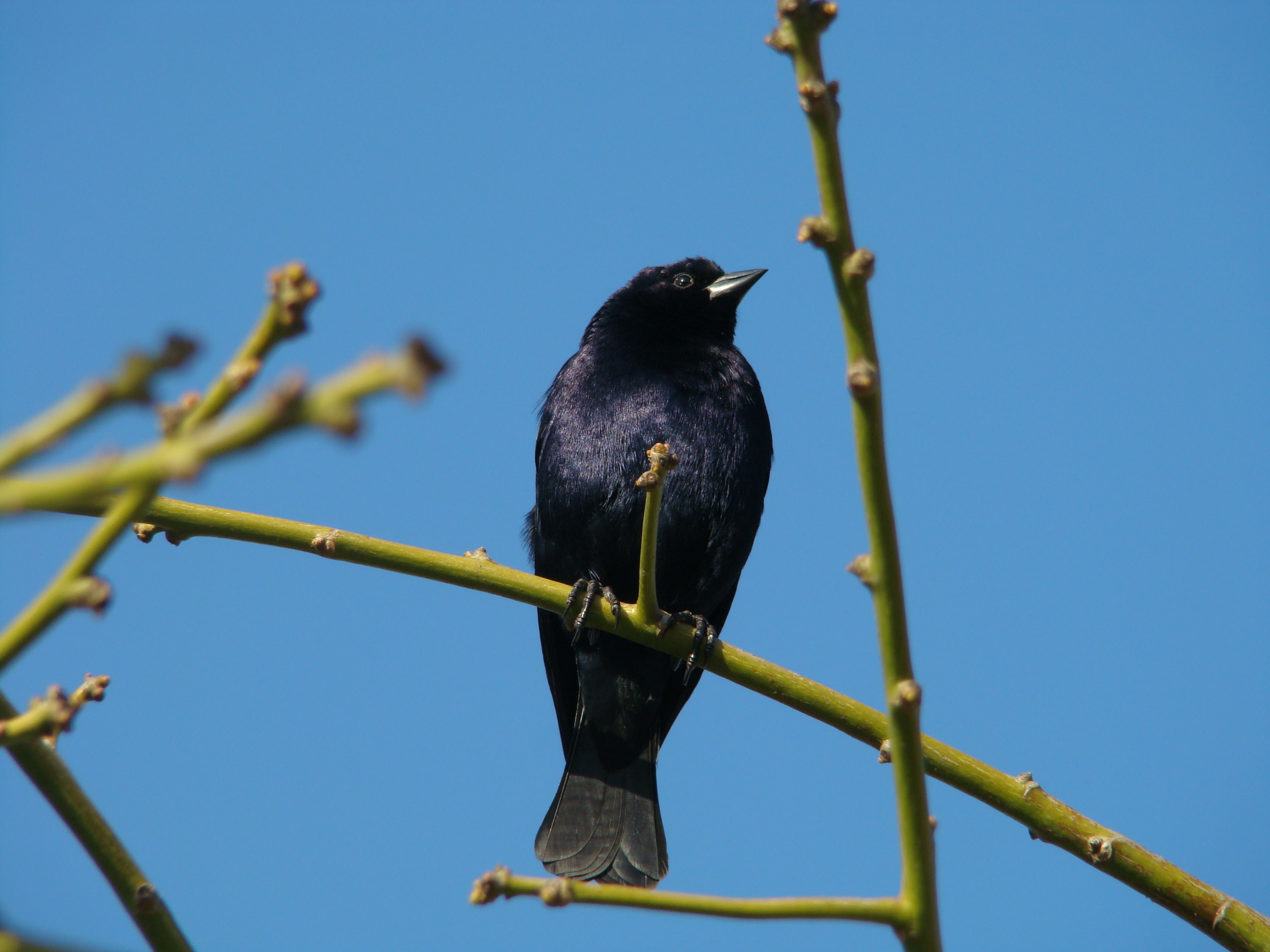
ذكر شُحرُور البقر اللمَّاع.

تختلفُ السُلالات عن بعضها قليلاً من حيث الحجم، حيث تحتل السُلالة الصُغرى (M. b. minimus) قاطنة شمالي أمريكا الجنوبية وجزر الهند الغربية المرتبة الأولى من حيث الصِغر، إذ يصل طولها إلى 18 سنتيمتر (7.1 إنش)، وتتراوح زِنتها بين 31 و40 غرام (1.1 إلى 1.4 أونصات)، والسُلالة الكبانيَّة (M. b. cabanisii) المركز الأوَّل من حيث الضخامة، إذ يصل مُعدَّل طولها إلى 22 سنتيمتر (8.7 إنشات)، وتتراوح زنتها بين 55 و65 غرامًا (1.9 إلى 2.3 أونصات).

### الكِسوة
يكتسي ذكرُ شُحرُور البَقر اللمَّاع بريشٍ أسود مُتقزّح بالأزرق الضارب للبنفسجيّ، أمَّا الأنثى الأصغر حجمًا، فكِسوتها بُنيَّة داكنة، باهتة على القسم السفلي من جسدها، وهي تُشبه أنثى شُحرُور البقر بُني الرأس، ويُمكنُ تمييزها عنها بواسطة منقارها الأطول والأدق، وتعابير وجهها الأكثر حدَّة وحاجبها الأبهت لونًا. بعضُ الأفراد من هذه الطيور يأتي أسودًا بالكامل، كما أنَّ السُلالة الشماليَّة (M. b. cabanisii) قاطنة پنما وشمال كولومبيا، أبهت لونًا من السُلالة النمطيَّة (M. b. bonariensis). تكتسي الفراخ بريشٍ مُشابه لريش الإناث، لكنها أكثر تقليمًا على الجزء السفلي من جسمها.

### الأنواع المُشابهة
يتشابه ذكر شُحرُور البقر اللمَّاع مع أنواع أخرى عديدة من شحارير العالم الجديد، وبالأخص تلك التي لا تظهر لديها مثنويَّة شكليَّة جنسيَّة. من أبرز الأنواع التي يُخطأ غير العارفون بينها وبين شحارير البقر اللمَّاعة: شُحرُور البقر الصيَّاح (Molothrus rufoaxillaris)، فهذه تحتاج تدقيقًا عن قُرب حتى يتمكن الشخص من تمييزها، وأبرز ملامحها الخارجيَّة التي تُميِّز عبرها هي: المنقار، وتقزّح الريش. فمنقار شُحرُور البقر اللمَّاع أطول وقاعدته أضيق، أمَّا منقار شُحرُور البقر الصيَّاح فأضيق وشبيه بمناقير الشراشير، كما أنَّ ريش الأخير أقل لمعانًا. كذلك يتشابه هذا النوع مع شُحرُور البقر بُني الرأس، لكن يسهل تمييزه عنه بفعل افتقاده لريش الرأس البُني عند الذكر، أمَّا الأنثى فأكثرُ شبهًا بأنثى الشُحرُور سالف الذكر، لكن يُمكن تمييزها عنها بواسطة منقارها الأطول والأدق، وتعابير وجهها الأكثر حدَّة وحاجبها الأبهت لونًا.

### الصوت
تغريدُ شُحرُور البقر اللمَّاع، الموصوف بأنَّه «تغريد المُغازلة الفعليّ»، يتألَّف من ثلاث أو أربع نغمات هريريَّة مُحتدمة، تتبعها سلسلة من نغمات السقسقة القصيرة المُتزايدة في حدتها شئيًا فشيئًا. كذلك تُصدرُ هذه الطيور، وبالأخص الإناث، صليلاً أجشّ يتألَّف من زقزقاتٍ سريعة شبيهة بتلك التي يُصدرها شُحرُور البقر بُني الرأس، لكنها أكثرُ إزعاجًا للسامع، حيث تبدو وكأنها صوت حفيف معدنٍ صدئ، تُصدرها الإناث عند إقلاعها من على مجثمها. أيضًا تُصدرُ الذكور صفيرًا أثناء طيرانها يُعرف باسم «صفير الطيران» وهو عبارة عن تصفيرٍ «حزين وواضح وشفاف»، بحيب تعبير الخبراء. كما لوحظ أنَّ الطيور المُتقاتلة تُصدرُ صوتًا مُميزًا يُعبّرُ عن استيائها.

## السُلالات
يعترفُ العُلماء بسبعة سُلالات من شُحرُور البقر اللمَّاع يُمكنُ تفريقها عبر الحجم ولون كِسوة الإناث.
- السُلالة اللمَّاعة (M.b. bonariensis): توجد في كامل القِسم الجنوبي من البرازيل.
- السُلالة الصُغرى (M.b. minimus): توجد في شمال شرق ڤنزويلا، وغيانا، وسورينام، وغويانا الفرنسية، وأقصى شمال شرق البرازيل، وجزر الأنتيل، وجنوب فلوريدا.
- السُلالة الڤنزويليَّة (M.b. venezuelensis): توجد في ڤنزويلا وأقصى شرق كولومبيا.
- السُلالة الكابانيَّة (M.b. cabanisii): تنتشر في المناطق الواقعة شرق پنما وفي كولومبيا.
- السُلالة الإكوادوريَّة (M.b. aequatorialis): تنتشر على طول ساحل المحيط الهادئ من كولومبيا إلى الإكوادور.
- السُلالة الغربيَّة (M.b. occidentalis): تنتشر على طول ساحل المحيط الهادئ من الإكوادور إلى الپيرو.
- السُلالة الضِفافيَّة (M.b. riparius): تنتشرُ في أمازونيا جنوب نهر الأمازون.

## الانتشار

### الموطن
تنتشرُ شحارير البقر اللمَّاعة عبر مُعظم أمريكا الجنوبيَّة عدا المناطق التي يزيد ارتفاعها عن 2000 متر عن سطح البحر، والغابات الكثيفة، على أنَّه تمَّ توثيق وجود جمهراتٍ مُقيمة في بعض المناطق التي وصل ارتفاع أقصاها إلى 3500 متر، في غربيّ الأرجنتين.
تحتلُ هذه الطيور موطنًا واسعًا، يمتد من غرب پنما وعلى طول جبال الأنديز وصولاً إلى جنوب الأرجنتين وبعض أنحاء التشيلي. ومُنذُ بداية القرن العشرين، أخذت الجمهرات توسّعُ نطاقها من ڤنزويلا شمالاً، فبلغت القسم الأعظم من جزر الهند الغربيَّة وجنوب فلوريدا، فأصبح موطنها بهذا يشمل: جزر البهاما، وكوبا، وجامايكا، وهيسپانيولا، وپورتوريكو، والجزر العذراء، والقديسة لوسيا، وباربادوس، ودومونيكا، ومارتينيك، وجزر القديس ڤنسنت والگرينادين، وغرينادا. ولم ترد أيَّة تقارير تفيد بوصول هذه الشحارير إلى الجزر المُمتدة من أنگويلا إلى گوادالوپيه في شمال جزر الأنتيل الصغرى.
تفيد التقارير أن انتشار هذه الطيور في فلوريدا مقصورٌ على مُقاطعاتها الساحليَّة الجنوبيّة، وأنها أصبحت مألوفة في تلك المناطق والجزر القريبة من الشواطئ، أمَّا في الداخل فما زالت نادرة. كما أنَّ أي توثيقٍ لعمليَّة تفريخٍ ناجحة لمَّا يحصل بعد، ويُحتمل أن سبب هذا هو صعوبة التفرقة بين شحارير البقر اللمَّاعة وفراخ شحارير البقر بُنيَّة الرأس التي تُريّشُ لأوَّل مرَّة.

### الموائل الطبيعية
تُفضّلُ شحارير البقر اللمَّاعة سكن الموائل الطبيعيَّة المكشوفة من شاكلة: الحقول، ومراعي الماشية، والغابات المكشوفة، وقارعات الغابات. كانت هذه الطيور سريعة الاستغلال للموائل الطبيعيَّة الجديدة التي صنعها البشر بعد استيطانهم أغلب أنحاء أمريكا الجنوبيَّة، فانتشرت في كل المناطق التي قُطعت أشجارها، وأصبح منظرها مألوفًا في المزارع والبساتين. يُمكنُ العثور على شحارير البقر اللمَّاعة أيضًا في أراضي الأشجار القمئيَّة، وسافانا، والمنطاق شبه القاحلة، وسبخات الأيكات الساحليَّة، أي المنغروف.

## السلوك

### الغذاء
يظهر بأنَّ هذه الطيور عموميَّة الاقتيات، تأكلُ ما يتوافر من ضروب الطعام دون أن تُظهر تفضيلاً لنوعٍ دون آخر، على أنَّ كميَّة استهلاكها لغذاءٍ مُعيَّن تختلف باختلاف الموسم، فقد تتحول للاقتيات على اللافقاريَّات خلال فترات تكاثرها، وهي ما يُصادف موسم تفريخها غالبًا. وهي كثيرًا ما تزور مراعي الماشية لتقتات على فضلات طعام الأبقار، والحقول الزراعية لتقتات على أنواع مُعينة من الحبوب من شاكلة الذرة الرفيعة والدخّن (لكنها لا تقرب البزور الكبيرة مثل بزور دوّار الشمس)، والحدائق المنزلية لتأكل ما يضعه البشر في مُغذيات الطيور من حبوب، وأكثر ما تفضله هو الأرز والقمح.

### الإيكولوجيَّة والعلاقة مع الأنواع الأخرى
تُعتبرُ شحارير البقر اللمَّاعة طيورًا اجتماعيَّة للغاية، تتجمهر في أسرابٍ ضخمة، تراوح عدد أفرادها خلال شهر سبتمبر في الأرجنتين بين 100 و200 طائر، كما لوحظ أنَّها تؤلِّفُ جماعاتٍ في بداية موسم التناسل يتراوح عدد أفرادها بين 24 و30 طائر، تطيرُ سويًا بطريقةٍ مُنسَّقة، وتبحث عن قوتها بطريقةٍ جماعيَّة، وتجثم على ذات الشجرة طيلة الليل. تتجمهرُ هذه الشحارير أيضًا من أنواعٍ أخرى من الصفراويَّات في أسرابٍ كبيرة، وتتعاون مع بعضها في سبيل صالح السرب، فتُطارد الضواري وترغمها على الفرار، وتُصغي لنداءات إنذار بعضها، ومما يؤكد ذلك إحدى التجارب التي أجراها باحثون، فعرضوا شريطًا مُسجلاً لصوت شُحرُور أصفر الكتف (Agelaius xanthomus) يُصدرُ نداء استغاثة، فما كان من الشحارير اللمَّاعة إلا ان هاجمت الباحثين، وفي حادثةٍ أخرى هاجمت الطيور باحثًا كان قد أمسك شُحرُورًا آخرًا بإحدى الشباك ليتفحصه. شوهدت بعض ذكور شحارير البقر اللمَّاعة وهي تتودد إلى إناث شحارير البقر بُنيَّة الرأس التي لم تتجاوب معها، كما شوهدت أخرى وهي تتشارك الطعام مع نفس النوع سالف الذكر في إحدى الحدائق المنزليَّة، وأيضًا شوهدت وهي تتقاتل معها في مُناسبات أخرى. تتعرّض شحارير البقر اللمَّاعة إلى افتراس عدد من الضواري، أبرزها: العوسق الأمريكي، واليؤيؤ، والنمس الهندي الصغير.

### التفريخ
شُحرُور البَقر اللمَّاع مُتطفل أعشاشِ عموميّ، أي لا يقتصر تطفله على عش نوعٍ واحد أو ما شابه، بل يتعداه إلى أكثر من هذا بكثير. تفيد التقارير أنَّ عدد الأنواع التي تتطفل عليها هذه الطيور يصل إلى 232 نوع، ومن بين هذه لوحظ أنَّ 74 نوعًا تولَّى تربية الفرخ حتى بلغ أشدَّه. أمَّا أغلب الأنواع المُتطفَّل عليها فتشمل: العصفور الدوري أمغر الطوق، وخطَّاف الذباب متشعب الذيل، والفرَّان الأمغر، والدرَّاس أبيض الجناح، والشُحرُور كستنائي القلنسوة، ونمنمة المنازل.

## معرض الصور

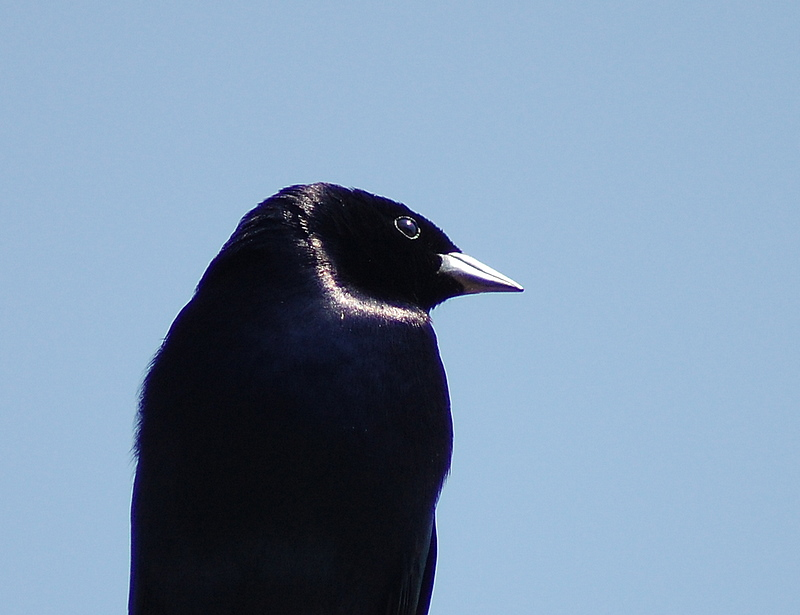
لقطة مُقرَّبة لرأس ذكر
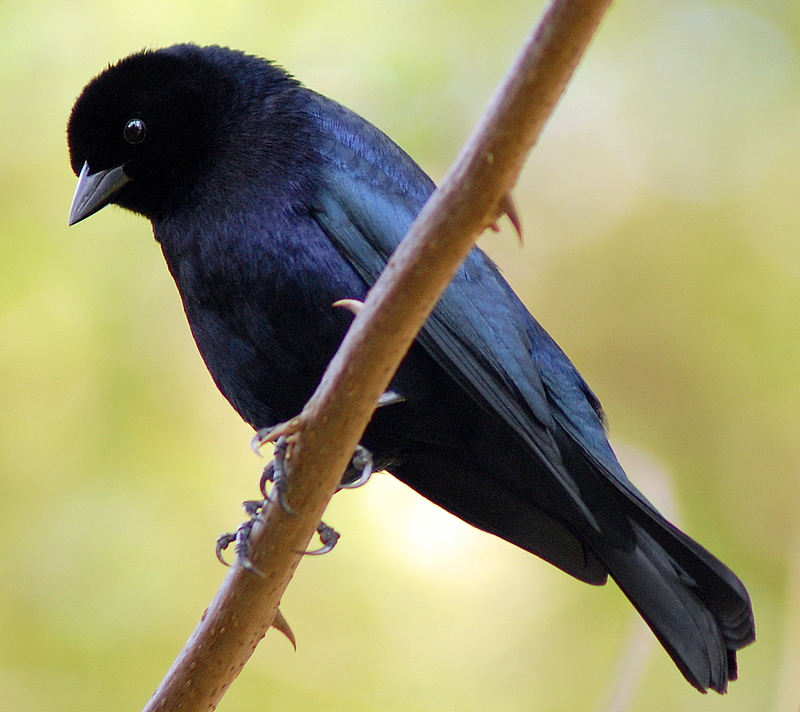
ذكرٌ جاثم
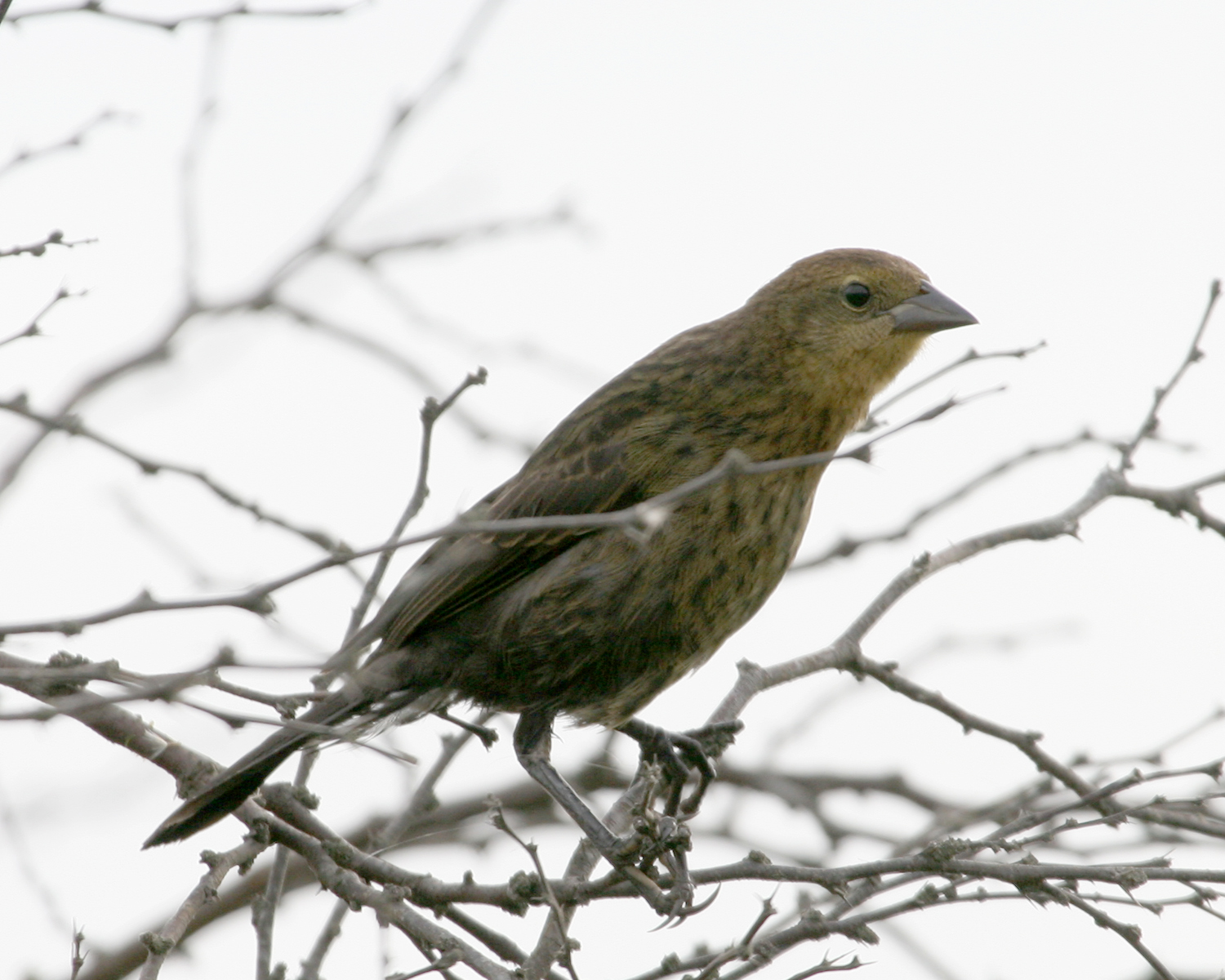
أنثى
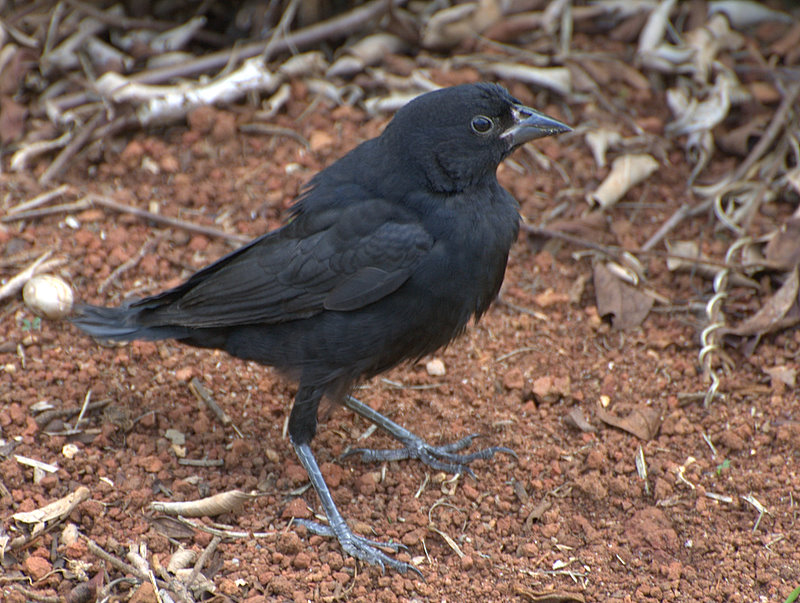
فرخٌ حث
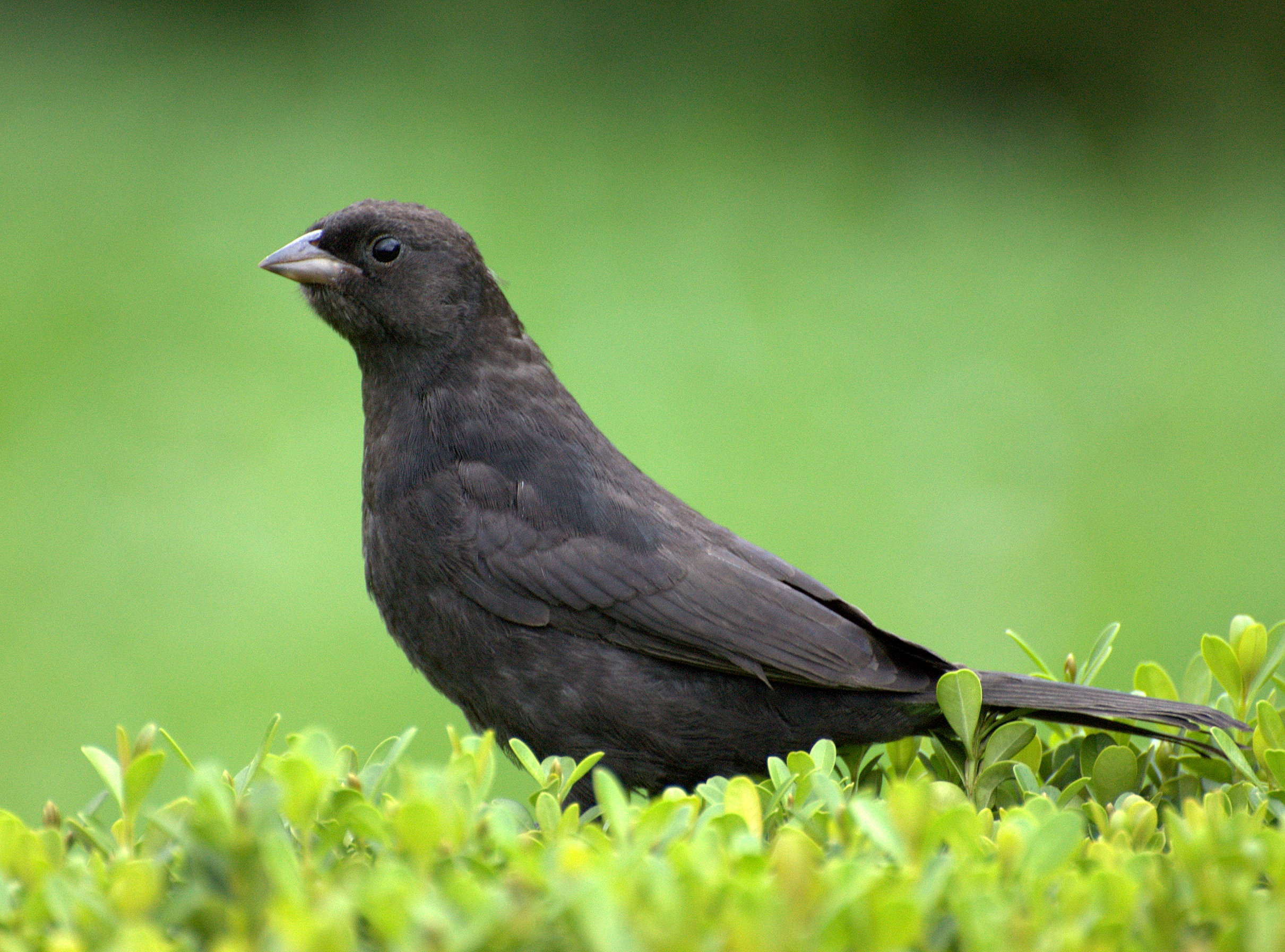
ذكرٌ قابع على الأرض